# Cyprinus micristius
Cyprinus micristius је зракоперка из реда Cypriniformes.

## Распрострањење
Ареал врсте је ограничен на једну државу. Кина је једино познато природно станиште врсте.

## Станиште
Станишта врсте су језера и језерски екосистеми и слатководна подручја.

## Угроженост
Ова врста је крајње угрожена и у великој опасности од изумирања.